# Cyclaspis kensleyi
Cyclaspis kensleyi is een zeekommasoort uit de familie van de Bodotriidae. De wetenschappelijke naam van de soort is voor het eerst geldig gepubliceerd in 2002 door Petrescu.